# Angelo Esposito (rugby à XV)
Pour les articles homonymes, voir Esposito et Angelo Esposito.

a Compétitions nationales et continentales officielles uniquement.

b Matchs officiels uniquement.
Dernière mise à jour le 17 mars 2022.
Angelo Esposito, né le 14 juin 1993 à Casandrino (Italie), est un joueur de rugby à XV italien. Il évolue au poste d'ailier au sein de la franchise italienne du Benetton Rugby Trévise.

## Biographie
En 2012 Angelo Esposito rejoint l'équipe de Benetton Rugby Trévise. Il connaît des sélections en équipe d'Italie des moins de 20 ans la même année.  

## Carrière

### En club
- 2012 - : Benetton Rugby Trévise  Italie

### En équipe nationale
Il a honoré sa première cape internationale en équipe d'Italie le 1er février 2014 à Cardiff par une défaite 23-15 contre l'         équipe du pays de Galles. 
- Tournoi des Six Nations disputé : 3 en 2014, 2016 et 2017.

## Statistiques en équipe nationale
Au 17 décembre 2017, Angelo Esposito compte 15 sélections pour un bilan de 2 essais avec la squadra azzura.